# ایلکستون
latitudeایلکستونlongitudeایلکستون
ایلکستون (به انگلیسی: Ilkeston) یک شهرک در بریتانیا است که در انگلستان واقع شده‌است.

## خصوصیات
ایلکستون ۳۷٬۵۵۰ نفر جمعیت دارد.

## خواهرخوانده
شهر شالون-آن-شامپاین خواهرخواندهٔ ایلکستون هست.

## نگارخانه

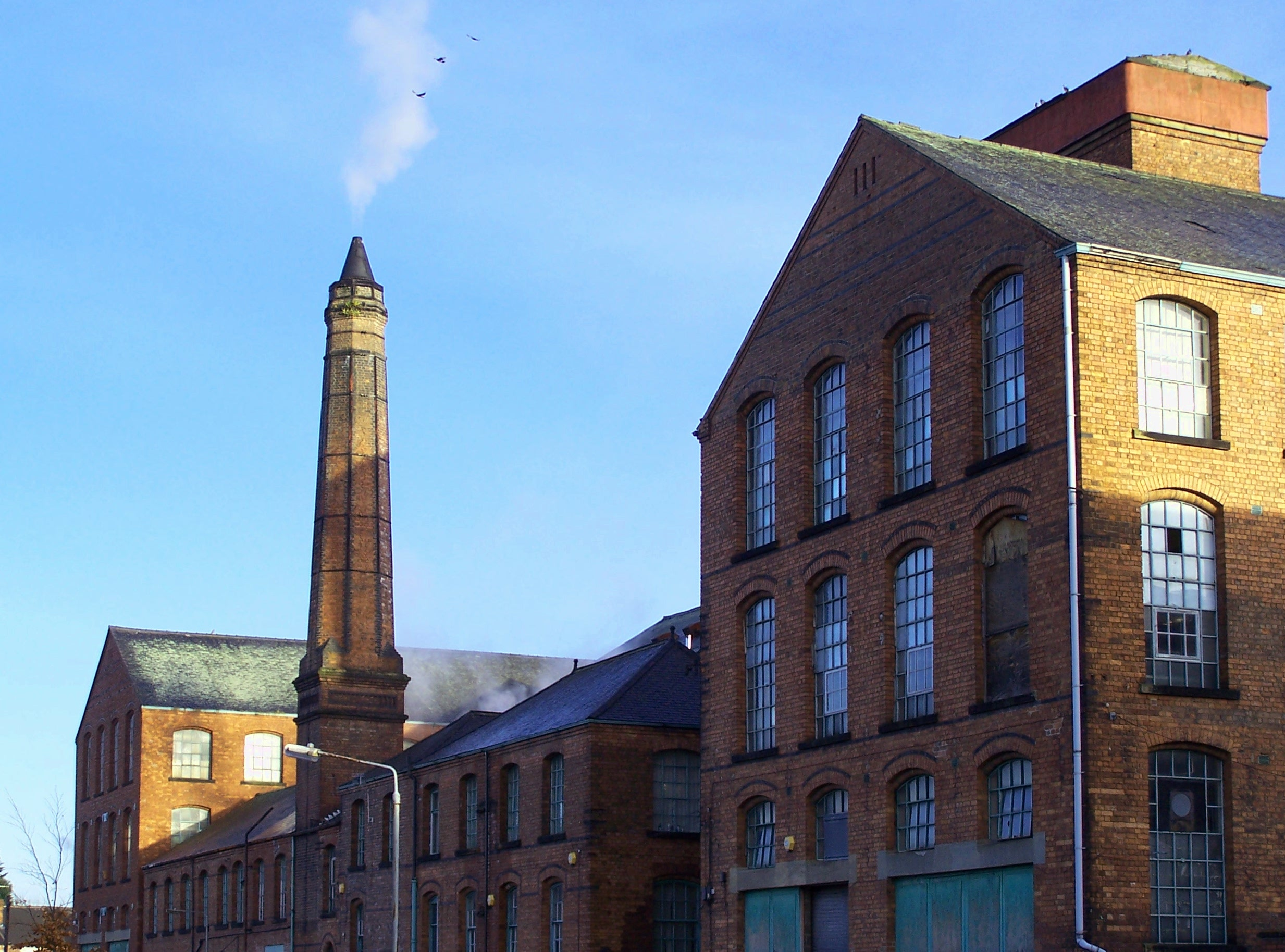
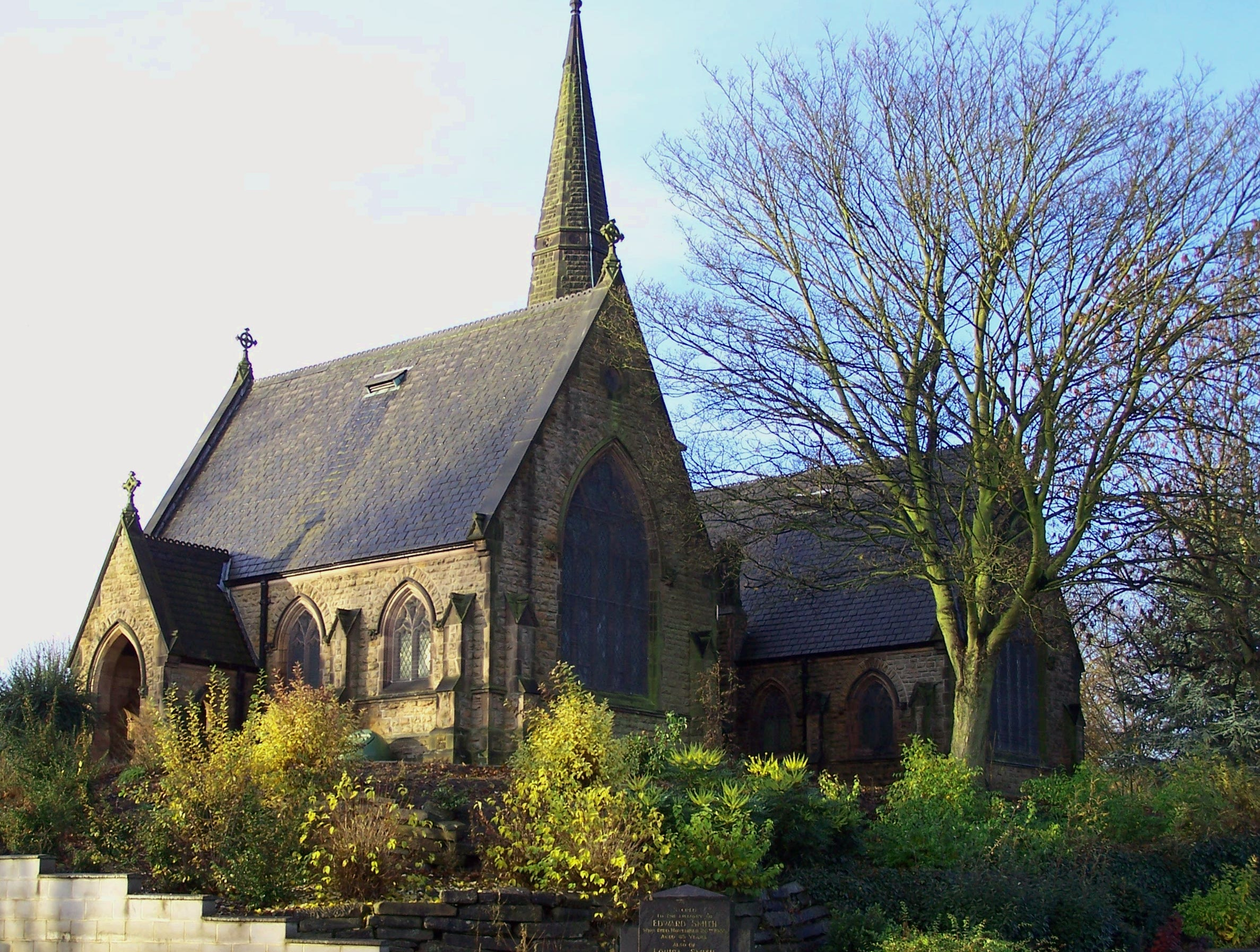
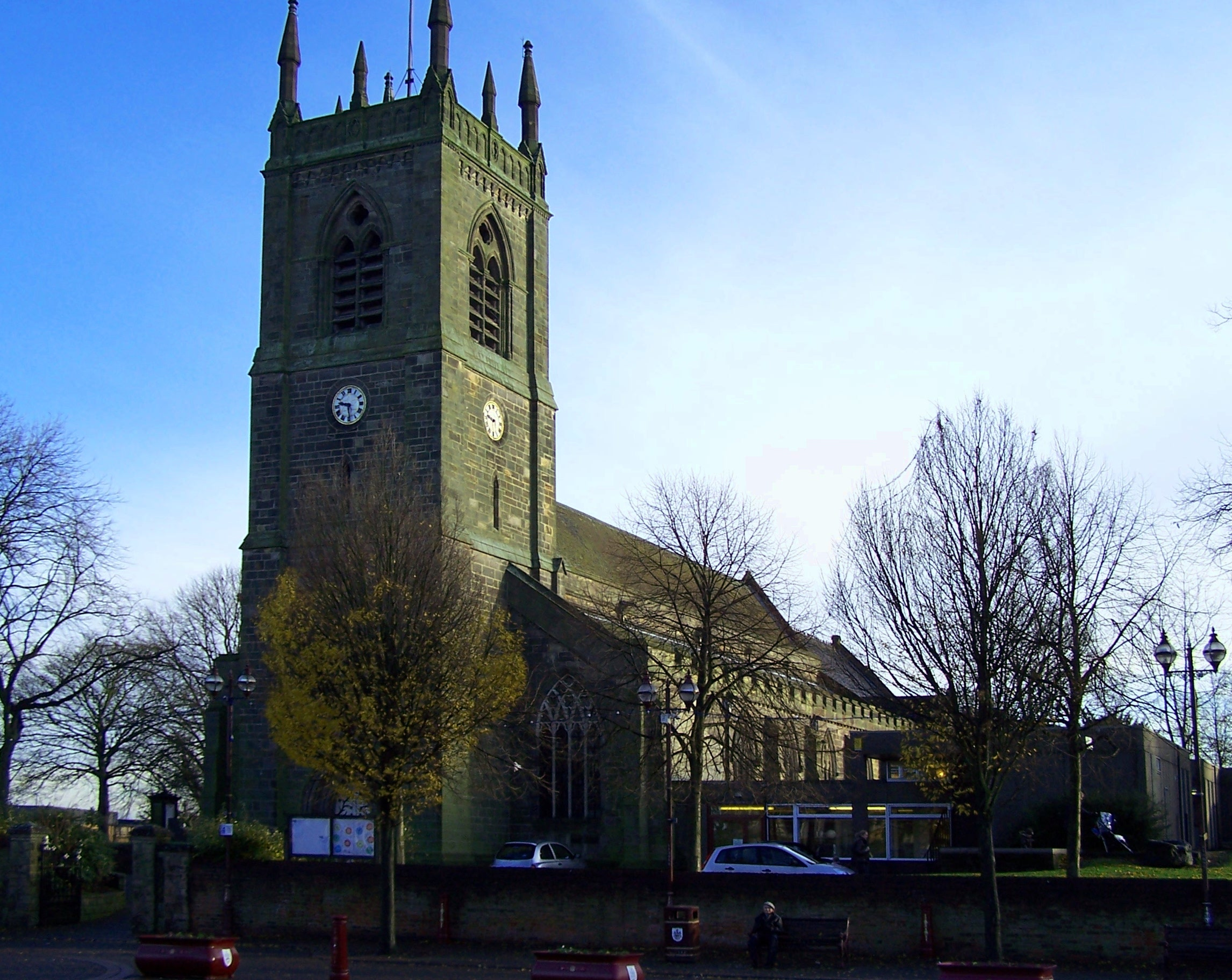
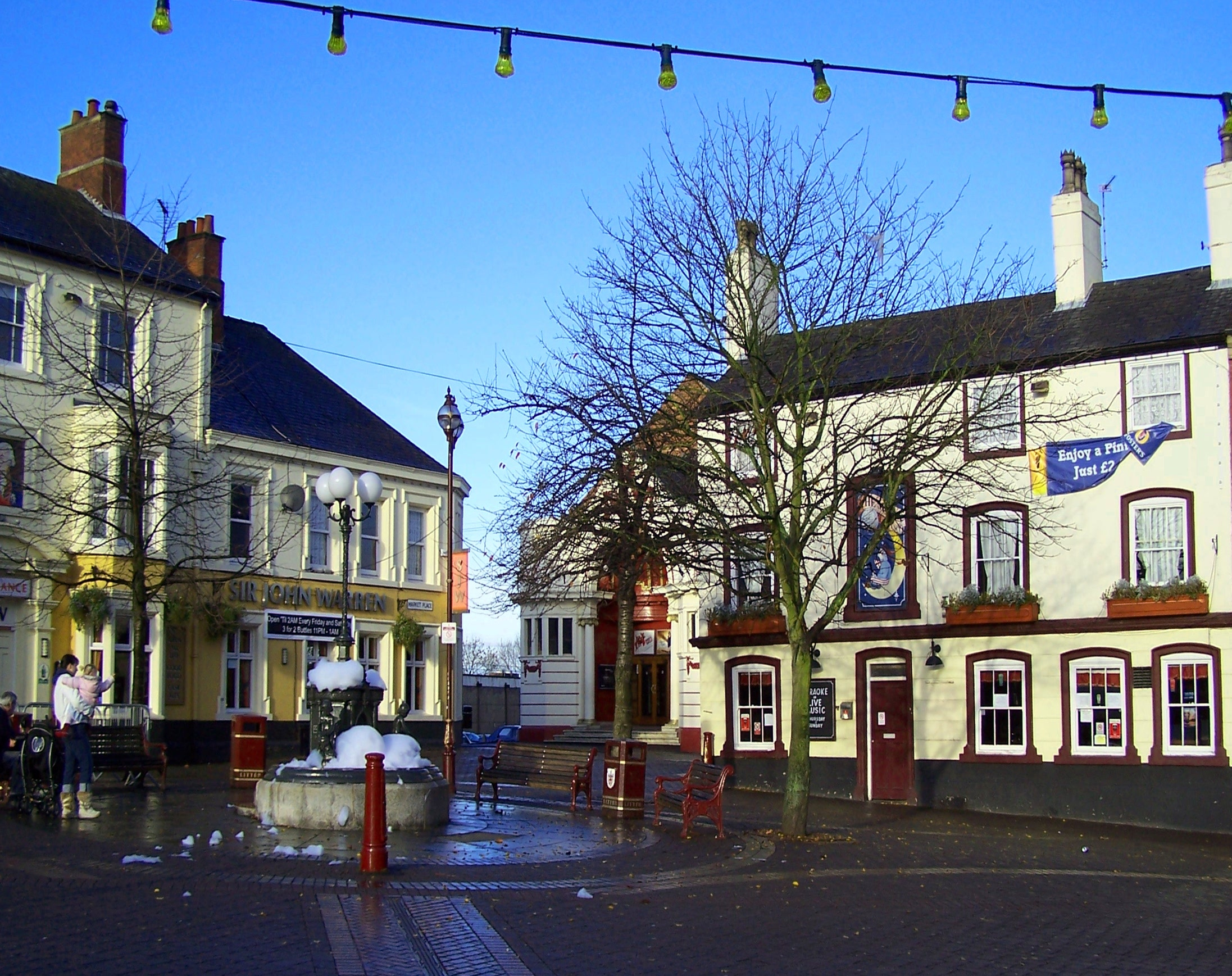
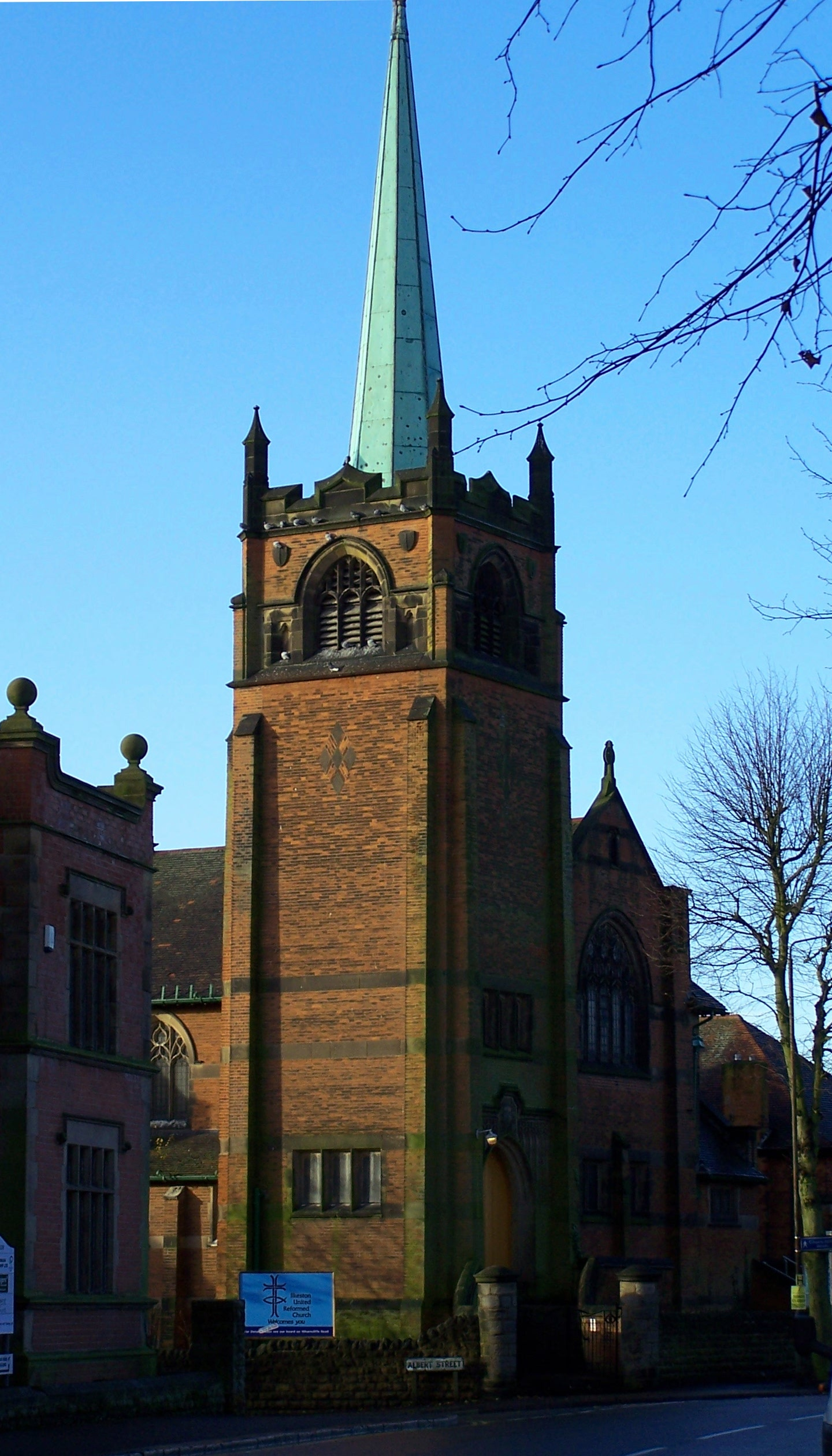
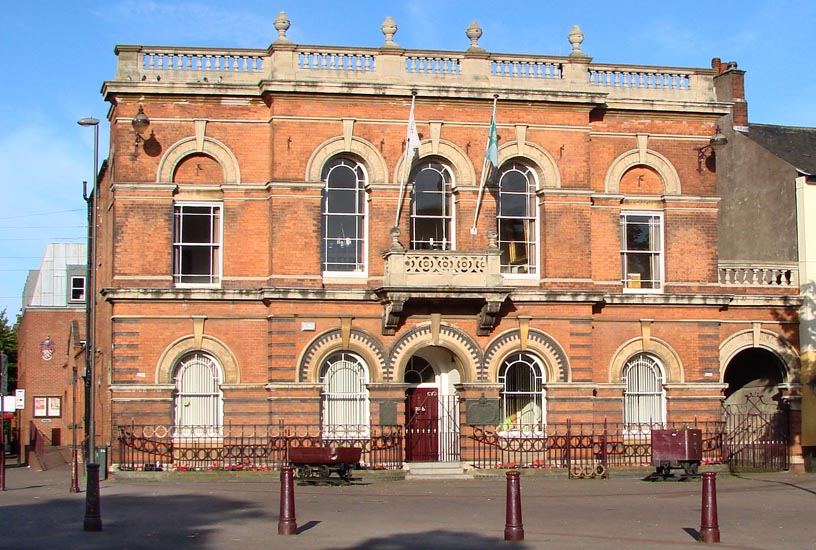
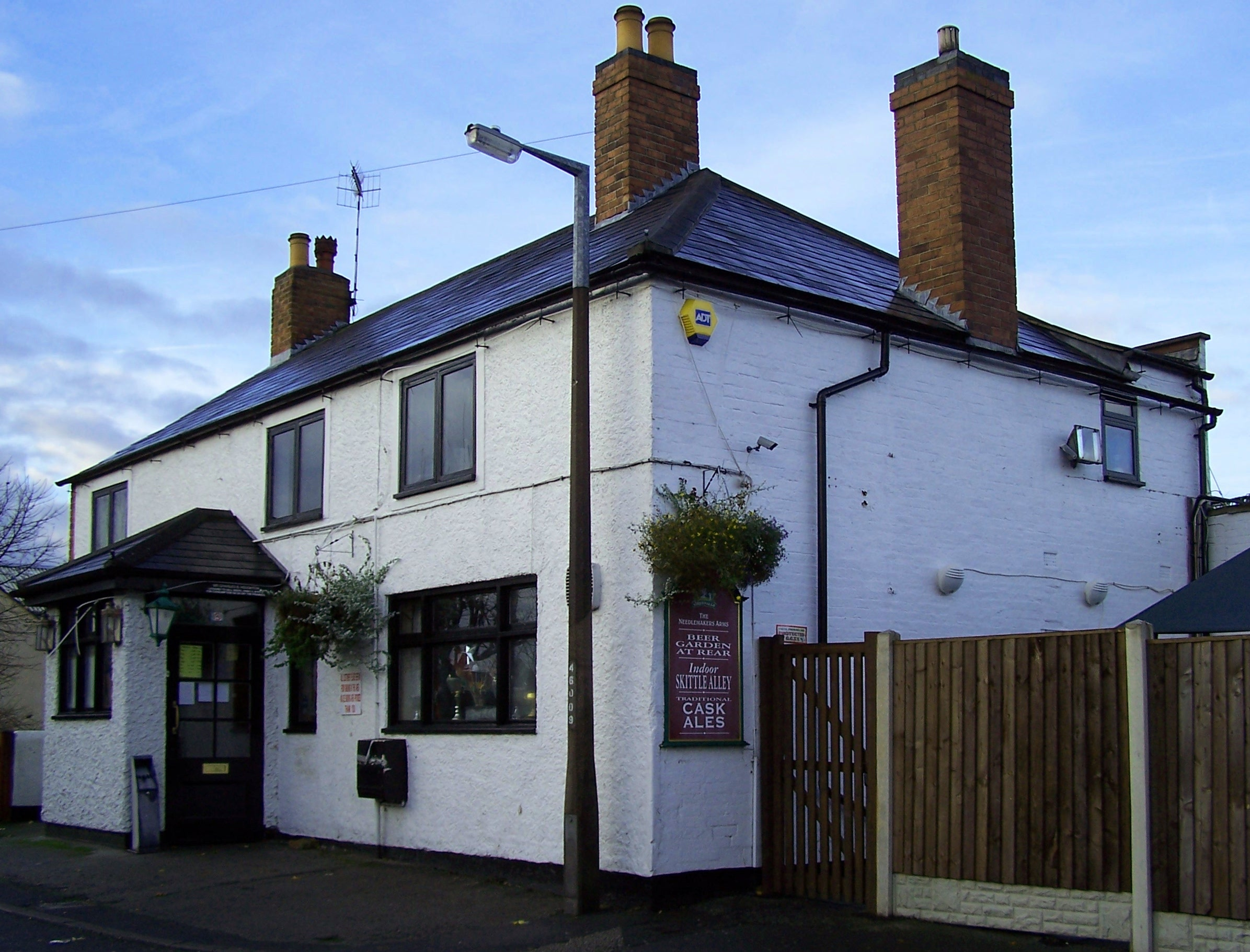
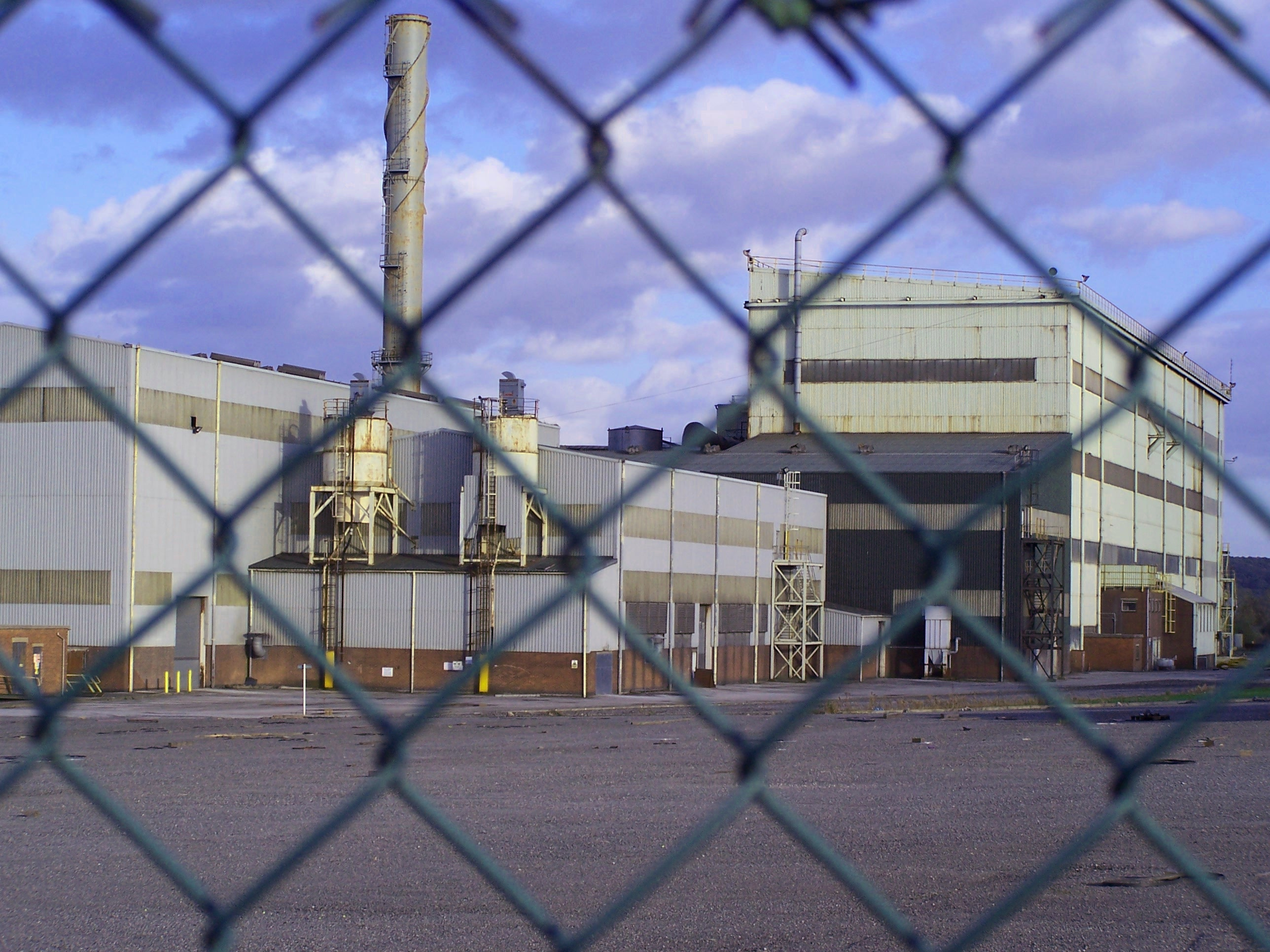
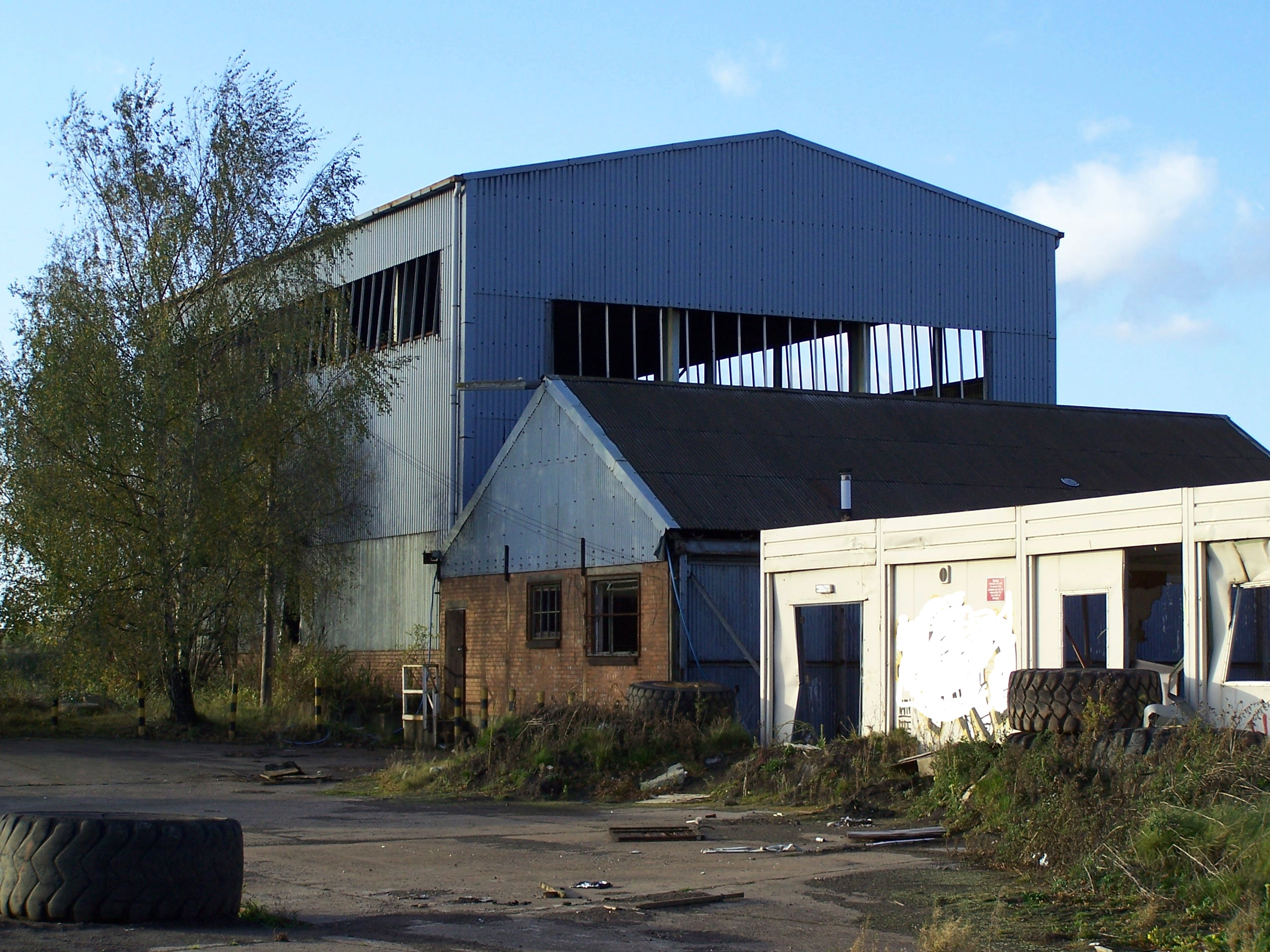
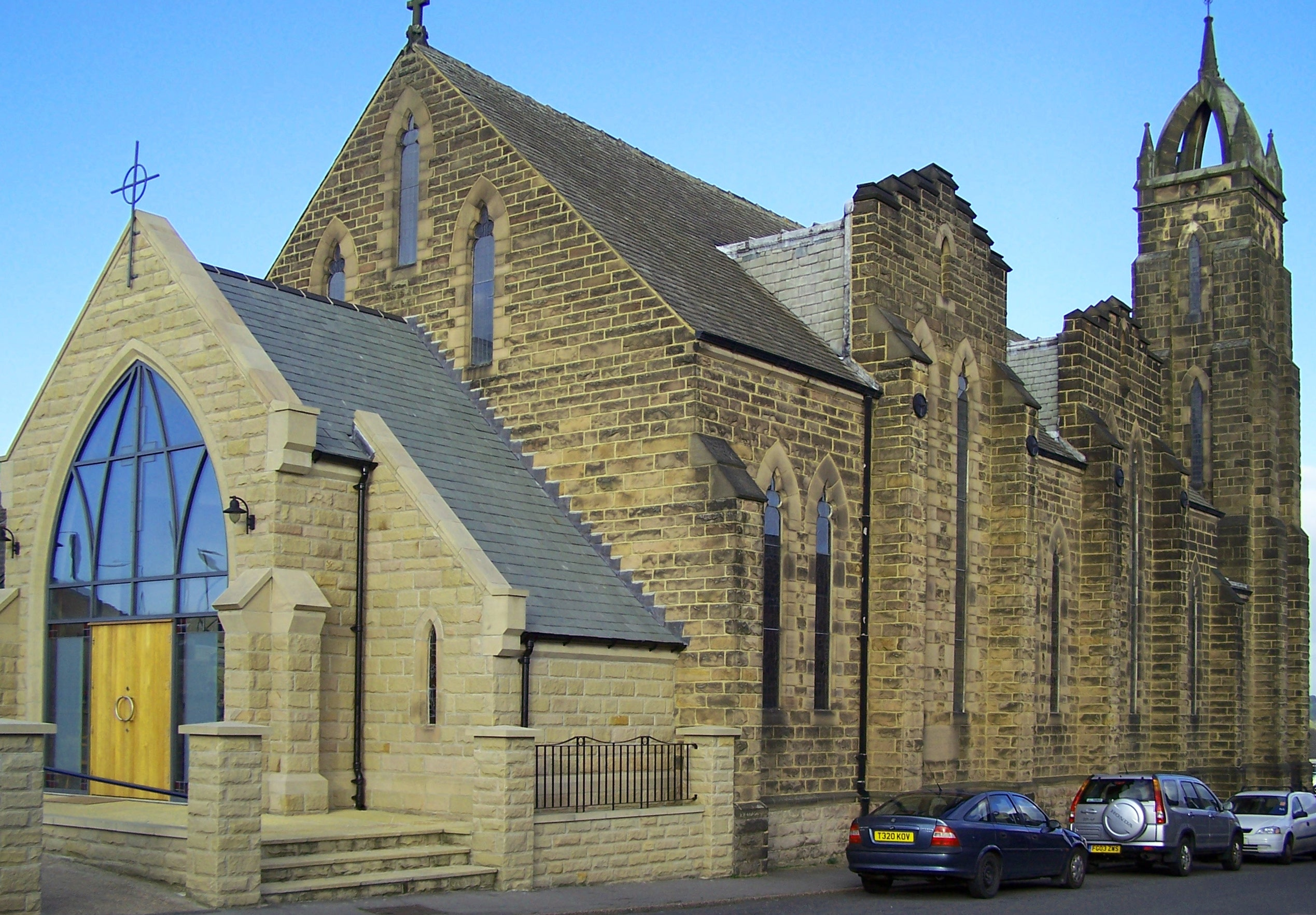
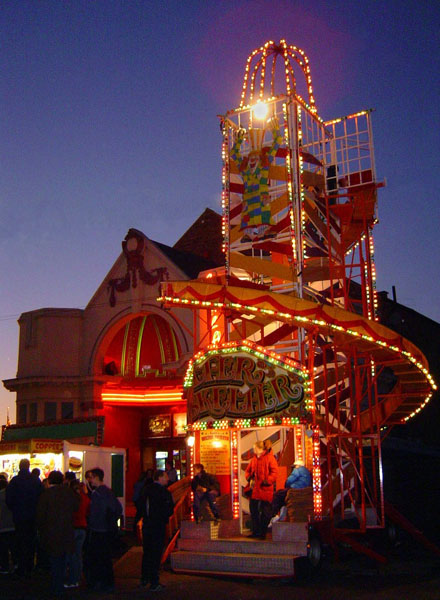
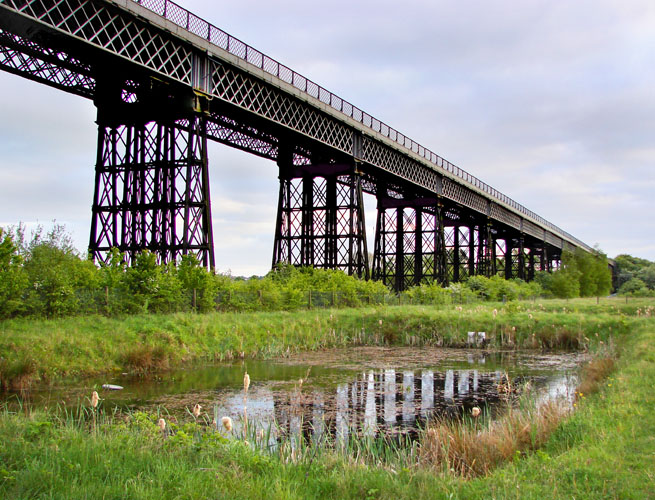